# 北山線

北山線信濃玉川駅（1964年（昭和39年））

北山線（きたやません）は、かつて長野県諏訪郡において運行されていた日本国有鉄道の自動車路線。

## 概要
北山線は茅野駅 - 糸萱駅間、矢ヶ崎駅 - 泉野駅間、信濃松原駅 - 蓼科駅間及び信濃湯川駅 - 池の平駅間並びに茅野駅 - 信濃宮川駅間において運行されていた国鉄の自動車路線であり、その営業範囲は小荷物及び貨物に限定され、旅客の取扱は行われていなかった。
1983年（昭和58年）廃止時のキロ程は茅野駅 - 糸萱駅間は12.0キロメートル、矢ヶ崎駅 - 泉野駅間は8.0キロメートル、信濃松原駅 - 蓼科駅間は8.0キロメートル、信濃湯川駅 - 池の平駅間は9.0キロメートルであった。1948年（昭和23年）に削除された茅野駅 - 信濃宮川駅間については、1946年（昭和21年）時点の記録によると5.0キロメートルであった。
昭和8年鉄道省告示第420号省営自動車路線名称及び昭和24年日本国有鉄道公示第31号国鉄自動車路線名称において開業当初の北山線は全く独立の自動車路線であったが、1948年（昭和23年）1月20日より高遠本線と伊那里線と共に高遠線の部に属し、1967年（昭和42年）4月10日からは諏訪線の部に属した。
本路線の管轄は当初その開業日である1943年（昭和18年）6月5日に同時に設置された鉄道省名古屋鉄道局甲府管理部茅野自動車区が担当していたが、運輸通信省並びに運輸省から日本国有鉄道へと改組を経たのち、同自動車区は自動車事業の鉄道局からの分離に伴い、1950年（昭和25年）4月1日国鉄中部地方自動車局茅野自動車営業所となり、ついで1954年（昭和29年）7月1日に本所を伊那へと移転し中部地方自動車局伊那自動車営業所となった。各駅の運営は信濃玉川駅のように農協に委託される場合や信濃山寺駅や信濃湯川駅のように日本通運の職員が派遣される場合もあった。

## 歴史

### 概要

#### 戦時下に鉱山資源輸送を使命として開業

1957年（昭和32年）頃の諏訪鉄山

北山線は1943年（昭和18年）6月5日にまず茅野駅 - 糸萱駅間及び信濃松原駅 - 信濃湯川間において開業した。1937年（昭和12年）より諏訪郡北山村においては関東運輸の高野太治郎が日本鋼管の下請けにより鉄鉱の採掘を行っており（諏訪鉄山）、戦時下において日本国外からの輸送が困難となるなか、同鉱山より産出される褐鉄鉱は国策上の重要資源であった。本路線はこの褐鉄鉱の輸送を目途とする原産地路線として開設されたのである。同鉱山は北山村糸萱の東北部に位置しており、産出された褐鉄鉱は本路線により中央本線茅野駅に輸送され、そこから川崎市の日本鋼管工場まで輸送されていたという。1944年（昭和19年）9月1日に北山線は茅野駅 - 信濃宮川駅間において新たに貨物運輸営業を開始したが、信濃宮川駅の所在地であった諏訪郡宮川村においても宮川鉱山が経営されており、戦時下において盛んに採掘が行われ、貨物自動車によって茅野駅への輸送が行われていた。桑原彌壽雄によると、北山線においては4トン積みの貨物自動車を36台用意し、このうち常時30台で隊形運行を行い、1944年（昭和19年）6月には月間1万7千トンの輸送を行ったが、これは1953年（昭和28年）当時においてなお自動車輸送の日本最高記録であった。なお1944年（昭和19年）9月には諏訪鉄山の鉄鉱輸送を担う鉄道も、茅野駅の特殊専用側線として諏訪郡湖東村松原までの間に約10キロメートル敷設され、貨物自動車に代って輸送の円滑化が図られている。

#### 終戦後の鉱業衰退
こうして諏訪鉄山は戦時下において多くの鉄鉱を産出したが、終戦に伴う情勢の急変によりその操業は停止され、1945年（昭和20年）9月10日鉱山労働に従事していた米英蘭軍の俘虜は横浜へと引揚げていった。1947年（昭和22年）には鉄鉱輸送に用いられた茅野駅の専用側線も撤去されている。諏訪鉄山については1948年（昭和23年）に戦前同鉱山を経営していた高野太治郎が再び諏訪鉱業開発を設立して採掘を再開したが、宮川鉱山についてはついに再開されることなく廃坑に至った。1948年（昭和23年）1月20日、北山線は昭和8年鉄道省告示第420号省営自動車路線の改正に伴い、茅野駅 - 信濃宮川駅間の区間を削除している。採掘再開後の諏訪鉄山は、1950年（昭和25年）の朝鮮戦争勃発に伴う需要の増大によって再び活発に操業し、1952年（昭和27年）の採掘量は年間約5万3千トン、1953年（昭和28年）には約5万2千トンに及んだ。この頃には北山線も貨物自動車14台を一日3往復させて鉄鉱輸送を行っていたが、その後は朝鮮戦争休戦等の情勢の変化に伴い規模を縮小していった。漸次鉄鉱の品質も低くなり、また日本と諸外国との国交回復によって外国産鉱石が需要を満たしていき、1962年（昭和37年）8月10日ついに閉山を迎えた。

#### 農産物輸送への転換
一連の鉱山の衰退は原産地路線の使命を帯びて開業した北山線の性格を変化させ、その運搬する貨物は野菜や切り花、林産物が主体となっていった。1954年（昭和29年）5月27日、北山線は信濃湯川駅 - 蓼科駅間及び信濃湯川駅 - 池の平駅間の路線を新たに開業させ、続いて1957年（昭和32年）5月1日矢ヶ崎駅 - 泉野駅間においても運輸営業を開始した。諏訪郡茅野町の玉川地区及び泉野地区は、茅野駅より距たること遠く、農産物の出荷や肥料の仕入に難儀していたので、北山線からの分岐線を同地区へ誘致して、こうした問題を解決しようと図ったのである。矢ヶ崎駅 - 泉野駅間において新設された信濃玉川駅の駅舎建設費10万円は地元農協が負担し、国鉄から委嘱を受けて地元農協より派遣された職員が、駅長業務を担っていたという。通常時には5トン積みの貨物自動車が各駅の小荷物及び貨物を混載するのみだが、繁忙期には5台の専属貨物自動車が茅野駅との間を走り、且つ割増料金を徴収されるようなこともないので、生産者にとっては非常な便益であった。また、国鉄においては1954年（昭和29年）から切り花や野菜の出荷最盛期に際しては、北山線各駅から都市部への発送について運賃の割引措置を講じその便宜を図っていた。

#### 貨物取扱の縮小と廃止
このように北山線は地域において一定の役割を果たしたが、茅野駅における貨物取扱数は1960年（昭和35年）度においては一日平均261トンあったのに対し、1970年（昭和45年）度には161トン、1975年（昭和50年）度には84トン、1979年（昭和54年）度には67トンと漸減していた。1965年（昭和40年）7月1日には蓼科駅における貨物取扱の営業範囲を縮小し、1974年（昭和49年）10月1日には信濃山寺駅、信濃玉川駅、泉野駅及び信濃湯川駅における貨物取扱を車扱貨物に限定した。北山線各駅における生け花等の発送に対する割引措置も、1966年（昭和41年）7月10日から同年9月30日まで適用されたのを最後に行われなくなった。こうして1983年（昭和58年）4月1日、北山線はついに全線において運輸営業を廃止し、その使命を終えた。なおその後も旧信濃山寺駅等においては日本通運が営業を継続し、宅配便等の取扱を行っていた。

### 年表
- 1943年（昭和18年）6月5日 - 北山線茅野駅 - 糸萱駅間及び信濃松原駅 - 信濃湯川間において貨物運輸営業を開始する[1]。茅野駅及び信濃湯川駅においては一般貨物、その他の各駅においては発送車扱貨物に限り取扱を行う[1]。ただし、日満支連絡運輸は当分の間取扱をしない[1]。昭和8年鉄道省告示第420号省営自動車路線名称を改め、北山線（茅野駅 - 糸萱駅間及び信濃松原駅 - 信濃湯川間）の部を加える[7]。
- 1944年（昭和19年）9月1日 - 北山線茅野駅 - 信濃宮川駅間において貨物運輸営業を開始する[2]。信濃宮川駅においては発送車扱貨物に限り取扱を行う[2]。昭和8年鉄道省告示第420号省営自動車路線名称中の北山線の区間を茅野駅 - 糸萱駅間、信濃松原駅 - 信濃湯川間及び茅野駅 - 信濃宮川駅間に改める[40]。
- 1948年（昭和23年）
  - 1月20日 - 昭和8年鉄道省告示第420号省営自動車路線名称中の北山線の部を削り、北山線を高遠線の部に属せしめ、区間を茅野駅 - 糸萱駅間及び信濃松原駅 - 信濃湯川間に改める[25]。
  - 10月5日 - 各駅の営業範囲を改正し、北山線内一般貨物取扱駅は小荷物及び一般貨物を取扱う駅となる[41]。
- 1949年（昭和24年）6月1日 - 日本国有鉄道の発足に伴い、昭和8年鉄道省告示第420号省営自動車路線名称を昭和24年日本国有鉄道公示第31号国鉄自動車路線名称に改める[42]。
- 1952年（昭和27年）3月1日 - 茅野駅 - 信濃松原駅間に信濃山寺駅が開業する[43]。同駅においては小荷物及び貨物の取扱を行う[43]。
- 1954年（昭和29年）
  - 1月28日 - 計量法（昭和26年法律第207号）第173条により、信濃湯川駅及び信濃山寺駅を計量器使用事業場に指定する[44]。
  - 5月27日 - 北山線信濃湯川駅 - 蓼科駅間及び信濃湯川駅 - 池の平駅間において一般路線貨物自動車運送事業を開始する[3]。蓼科駅においては小荷物及び貨物、池の平駅においては車扱貨物の取扱を行う[3]。昭和24年日本国有鉄道公示第31号国鉄自動車路線名称中、高遠線の部の北山線の項の区間を茅野駅 - 糸萱駅間、信濃松原駅 - 蓼科駅間及び信濃湯川駅 - 池の平駅間に改める[45]。
- 1957年（昭和32年）
  - 5月1日 - 茅野駅 - 信濃山寺駅間に矢ヶ崎駅が開業する[30]。同駅においては車扱貨物の取扱を行う[30]。また、北山線矢ヶ崎駅 - 泉野駅間において一般路線貨物自動車運送事業を開始する[4]。信濃玉川駅及び泉野駅においては小荷物及び貨物の取扱を行う[4]。昭和24年日本国有鉄道公示第31号国鉄自動車路線名称中、高遠線の部の北山線の項の区間に矢ヶ崎駅 - 泉野駅間を加える[46]。
  - 11月25日 -  計量法（昭和26年法律第207号）第173条により、信濃玉川駅及び泉野駅を計量器使用事業場に指定する[47]。
- 1965年（昭和40年）7月1日 - 蓼科駅における営業範囲を改正し、貨物取扱を自動車線内相互発着となる貨物に限る[35]。
- 1967年（昭和42年）4月10日 - 昭和24年日本国有鉄道公示第31号国鉄自動車路線名称中、高遠線の部より北山線を削り、諏訪線の部へこれを加える[8]。
- 1974年（昭和49年）10月1日 - 信濃山寺駅、信濃玉川駅、泉野駅及び信濃湯川駅における営業範囲を改正し、各駅ともに小荷物及び車扱貨物（鉄道にまたがるものに限る）を取扱う駅となる[36]。
- 1983年（昭和58年）4月1日 - 北山線全線（茅野駅 - 糸萱駅間、矢ヶ崎 - 泉野駅間、信濃松原 - 蓼科駅間及び信濃湯川駅 - 池の平駅間）において一般路線貨物自動車運送事業を廃止する[38]。昭和24年日本国有鉄道公示第31号国鉄自動車路線名称中、諏訪線の部より北山線の項を削る[48]。

## 駅一覧

『鉄道辞典 下巻』（日本国有鉄道編、1958年（昭和33年）3月）より高遠線略図。この時期の北山線は高遠線に属していたので、この図の右上に記載されている。

以下の表における所在地等の記述はその駅が自動車駅として開業した当時における告示ないし公示の表記による。
| 駅名     | 訓             | 所在地                     | 備考                         |
| -------- | -------------- | -------------------------- | ---------------------------- |
| 茅野     | ちの           | 中央本線既設停車場         | 中央本線既設停車場           |
| 矢ヶ崎   | やがさき       | 長野県諏訪郡茅野町大字ちの | 1957年（昭和32年）5月1日開業 |
| 信濃山寺 | しなのやまでら | 長野県諏訪郡豊平村字山寺   | 1952年（昭和27年）3月1日開業 |
| 信濃松原 | しなのまつばら | 長野県諏訪郡湖東村         | 1943年（昭和18年）6月5日開業 |
| 糸萱     | いとがや       | 長野県諏訪郡北山村         | 1943年（昭和18年）6月5日開業 |

| 駅名     | 訓             | 所在地                     | 備考                         |
| -------- | -------------- | -------------------------- | ---------------------------- |
| 矢ヶ崎   | やがさき       | 前掲                       | 前掲                         |
| 信濃玉川 | しなのたまがわ | 長野県諏訪郡茅野町大字玉川 | 1957年（昭和32年）5月1日開業 |
| 泉野     | いずみの       | 長野県諏訪郡茅野町大字泉野 | 1957年（昭和32年）5月1日開業 |

| 駅名     | 訓             | 所在地                     | 備考                          |
| -------- | -------------- | -------------------------- | ----------------------------- |
| 信濃松原 | しなのまつばら | 前掲                       | 前掲                          |
| 信濃湯川 | しなのゆかわ   | 長野県諏訪郡北山村         | 1943年（昭和18年）6月5日開業  |
| 蓼科     | たてしな       | 長野県諏訪郡北山村大字蓼科 | 1954年（昭和29年）5月27日開業 |

| 駅名     | 訓           | 所在地                     | 備考                          |
| -------- | ------------ | -------------------------- | ----------------------------- |
| 信濃湯川 | しなのゆかわ | 前掲                       | 前掲                          |
| 池の平   | いけのだいら | 長野県諏訪郡北山村大字柏原 | 1954年（昭和29年）5月27日開業 |

| 駅名     | 訓             | 所在地             | 備考                         |
| -------- | -------------- | ------------------ | ---------------------------- |
| 茅野     | ちの           | 前掲               | 前掲                         |
| 信濃宮川 | しなのみやかわ | 長野県諏訪郡宮川村 | 1944年（昭和19年）9月1日開業 |

## 脚註
1. 1 2 3 4 5  昭和18年鉄道省告示第146号（『官報』、1943年（昭和18年）6月3日）
2. 1 2 3 4  昭和19年運輸通信省告示第418号（『官報』、1944年（昭和19年）8月31日）
3. 1 2 3 4  昭和29年日本国有鉄道公示第129号（『官報』、1954年（昭和29年）5月26日）
4. 1 2 3  昭和32年日本国有鉄道公示第163号（『官報』、1957年（昭和32年）4月26日）
5. ↑  交通協力会出版部編、『昭和59年版 交通年鑑』（184頁）、1984年（昭和59年）3月、交通協力会
6. ↑  運輸省鉄道総局編、『昭和二十一年三月三十一日現在 鉄道停車場一覧』（ISBN:4885400570）（257頁）、1988年（昭和63年）8月、鉄道史資料保存会
7. 1 2  昭和18年鉄道省告示第145号（『官報』、1943年（昭和18年）6月3日）
8. 1 2  昭和42年日本国有鉄道公示第206号（『官報』、1967年（昭和42年）4月10日）
9. ↑  日本国有鉄道中部地方自動車局編、『昭和61年版 国鉄中部地方自動車局のあらまし』（25頁）、1986年（昭和61年）、日本国有鉄道中部地方自動車局
10. ↑  区誌山寺編纂委員会編、『区誌 山寺』（121から122頁）、1969年（昭和44年）10月、区誌山寺編纂委員会
11. ↑  高遠高校の歩み―その八十五年―編集委員会編、『高遠高校の歩み―その八十五年―』（76頁）、1985年（昭和60年）7月、高遠高校の歩み―その八十五年―刊行会
12. 1 2 3 4  読売新聞地方部マーケティング研究会編、『青果物の販売戦略』（81から82頁）、1964年（昭和39年）12月、誠文堂新光社
13. ↑  全日通労働組合生活対策部編、『賃金の記録 第5集』（69頁）、1955年（昭和30年）2月、全日通労働組合中央本部
14. ↑  茅野市編、『茅野市史 下巻 近現代 民俗』（523頁）、1988年（昭和63年）3月、茅野市
15. ↑  日本国有鉄道編、『日本国有鉄道百年史 第11巻』（52頁）、1973年（昭和48年）3月、日本国有鉄道
16. ↑  茅野市編、『茅野市史 下巻 近現代 民俗』（546頁）、1988年（昭和63年）3月、茅野市
17. 1 2  諏訪教育会編、『諏訪の近現代史』（611頁）、1986年（昭和61年）7月、諏訪教育会
18. 1 2  茅野市編、『茅野市史 下巻 近現代 民俗』（528頁）、1988年（昭和63年）3月、茅野市
19. ↑  桑原彌壽雄、「鉱産資源の開発と輸送の問題」、『日本鉱業協会誌』第6巻第2号通巻47号所収（2頁より6頁）、1953年（昭和28年）2月、日本鉱業協会
20. ↑  「特殊専用側線は、その延長（最高10キロメートル）からして本来は鉱山・工場の専用鉄道と称すべき性格のものであったが、緊急実施の必要から便宜、駅の専用側線として建設された」（日本国有鉄道編、『日本国有鉄道百年史 第11巻』（280頁）、1973年（昭和48年）3月、日本国有鉄道）
21. ↑  日本国有鉄道編、『日本陸運十年史（第一巻）――第二次大戦と運輸経済――』（129頁）、1951年（昭和26年）1月、日本国有鉄道
22. ↑  日本国有鉄道編、『日本国有鉄道百年史 第11巻』（280頁）、1973年（昭和48年）3月、日本国有鉄道
23. 1 2 3  茅野市編、『茅野市史 下巻 近現代 民俗』（527頁）、1988年（昭和63年）3月、茅野市
24. 1 2  諏訪教育会編、『諏訪の近現代史』（612頁）、1986年（昭和61年）7月、諏訪教育会
25. 1 2  昭和23年運輸省告示第32号（『官報』、1948年（昭和23年）1月17日）
26. 1 2  茅野市編、『茅野市史 下巻 近現代 民俗』（527から528頁）、1988年（昭和63年）3月、茅野市
27. ↑  ちの町警務係、「てんやの町「ちの」は”てんやわんや」、『旭の友』昭和28年5月号（第7巻第5号通巻第82号）所収（52から53頁）、1953年（昭和28年）5月、長野県公安委員会協議会
28. ↑  諏訪教育会編、『諏訪の近現代史』（756頁）、1986年（昭和61年）7月、諏訪教育会
29. 1 2  日本国有鉄道編、『鉄道辞典 下巻』（1023頁）、1958年（昭和33年）3月、日本国有鉄道
30. 1 2 3  昭和32年日本国有鉄道公示第162号（『官報』、1957年（昭和32年）4月26日）
31. ↑  昭和29年日本国有鉄道公示第145号（『官報』、1954年（昭和29年）6月3日）
32. ↑  昭和29年日本国有鉄道公示第184号（『官報』、1954年（昭和29年）7月17日）
33. ↑  昭和40年日本国有鉄道公示第288号（『官報』、1965年（昭和40年）6月1日）
34. ↑  茅野市編、『茅野市史 下巻 近現代 民俗』（742頁）、1988年（昭和63年）3月、茅野市
35. 1 2  昭和40年日本国有鉄道公示第355号（『官報』、1965年（昭和40年）6月24日）
36. 1 2  昭和49年日本国有鉄道公示第208号（『官報』、1974年（昭和49年）9月12日）
37. ↑  昭和41年日本国有鉄道公示第423号（『官報』、1966年（昭和41年）7月9日）
38. 1 2  昭和58年日本国有鉄道公示第256号（『官報』、1983年（昭和58年）3月29日）
39. ↑  茅野市編、『茅野市史 下巻 近現代 民俗』（746から747頁）、1988年（昭和63年）3月、茅野市
40. ↑  昭和19年運輸通信省告示第417号（『官報』、1944年（昭和19年）8月31日）
41. ↑  昭和23年運輸省告示第277号（『官報』、1948年（昭和23年）10月5日）
42. ↑  昭和24年日本国有鉄道公示第1号（『官報』、1949年（昭和24年）6月1日）
43. 1 2  昭和27年日本国有鉄道公示第64号（『官報』、1952年（昭和27年）2月28日）
44. ↑  昭和29年通商産業省告示第17号（『官報』、1954年（昭和29年）1月28日）
45. ↑  昭和29年日本国有鉄道公示第128号（『官報』、1954年（昭和29年）5月26日）
46. ↑  昭和32年日本国有鉄道公示第161号（『官報』、1957年（昭和32年）4月26日）
47. ↑  昭和32年通商産業省告示第434号（『官報』、1957年（昭和32年）11月25日）
48. ↑  昭和58年日本国有鉄道公示第258号（『官報』、1983年（昭和58年）3月29日）
49. ↑  『昭和47年10月14日現在 停車場一覧』（日本国有鉄道編、同書267頁、1972年（昭和47年）、日本国有鉄道）によれば、同駅は茅野市豊田山寺に所在。
50. ↑  『昭和47年10月14日現在 停車場一覧』（日本国有鉄道編、同書267頁、1972年（昭和47年）、日本国有鉄道）によれば、同駅は茅野市泉野中道に所在。
51. ↑  『昭和47年10月14日現在 停車場一覧』（日本国有鉄道編、同書267頁、1972年（昭和47年）、日本国有鉄道）によれば、同駅は茅野市北山芹ヶ沢に所在。